# Emile Baron
Emile Baron (17 de junho de 1979) é um ex-futebolista profissional sul-africano que atuava como goleiro.

## Carreira
Emile Baron representou a Seleção Sul-Africana de Futebol, nas Olimpíadas de 2000. 